# Bò sừng xoắn
Bò sừng xoắn (tên khoa học: Pseudonovibos spiralis) là loài bò ở Campuchia và Việt Nam. Bò sừng xoắn thường được mô tả là loài thú gần giống bò, có sừng xoắn, dài khoảng 45 cm. Hiện chỉ mới thấy sừng của loài này. Sự tồn tại của bò sừng xoắn như là một loài riêng hiện vẫn đang có nhiều nghi vấn (Galbreath & Melville, 2003).